# Melnea, Konotop
Melnea (în ucraineană Мельня) este o comună în raionul Konotop, regiunea Sumî, Ucraina, formată numai din satul de reședință.

## Demografie
Componența lingvistică a comunei Melnea
     Ucraineană (97,86%)
     Rusă (2,14%)
Conform recensământului din 2001, majoritatea populației comunei Melnea era vorbitoare de ucraineană (97,86%), existând în minoritate și vorbitori de rusă (2,14%).